# Lak Müang

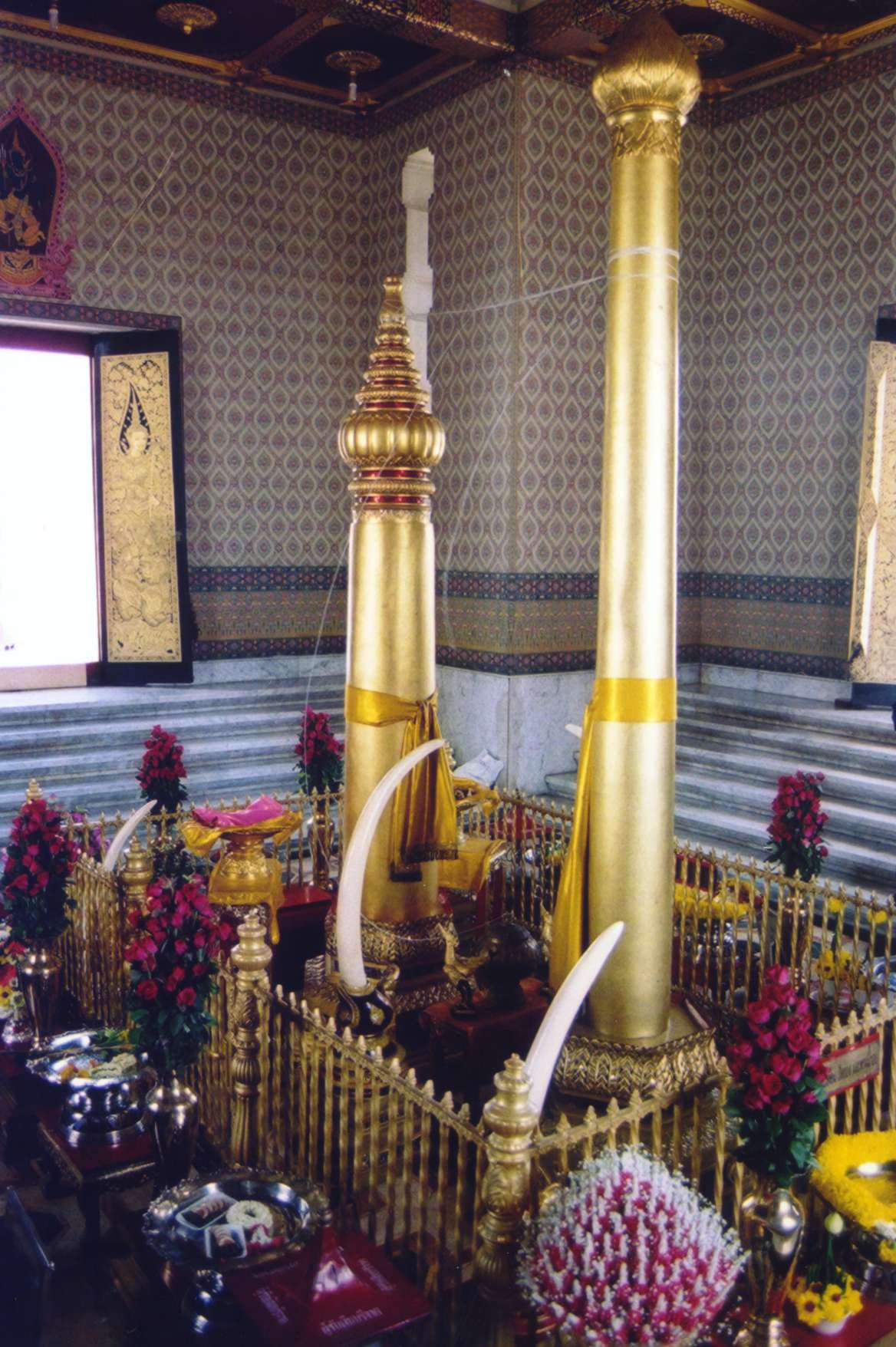
Innenansicht des Lak Müang-Schreins von Bangkok, der höhere Pfeiler ist das Original von König Phra Phutthayotfa Chulalok (1782)

Lak Müang (thailändisch หลักเมือง, RTGS Lak Mueang, Aussprache: [làk mɯaŋ]) oder „Stadtpfeiler“ befinden sich in den meisten Provinz-Hauptstädten Thailands. Meist sind sie in einem Schrein angeordnet, wo man sich die Wohnstatt der Geister vorstellt, die die Stadt beschützen. Die Lak Müang werden von den Stadtbewohnern hoch verehrt.

## Beschreibung
Bis zur Regierungszeit von König Rama V. (Chulalongkorn) waren die provinziellen Städte (Müang) relativ autonom. Viele haben noch heute Relikte aus diesen alten Zeiten, die Lak Müang. Sie wurden im Namen der höchsten politischen Autorität errichtet und verbinden religiöse Praktiken um den Wächtergeist der Stadt (Chao Phor Lak Müang) mit dem Sitz der politischen Macht.
Die Lak Müang steht meistens im geographischen Zentrum einer (Provinz-)Stadt, von hier aus werden alle Entfernungen gemessen. Ausnahmen sind die Lak Müang, die von ihrem ursprünglichen Standort vor das Rathaus umgepflanzt wurden, um die ursprüngliche Verbindung zwischen der magischen Stadtsäule mit der weltlichen Autorität zu untermauern, wie es zum Beispiel in Lampang und auch in Petchaburi der Fall war. Der Schriftsteller und Steuerbeamte Nai Mi berichtet, wie er die Lak Müang von Suphanburi besuchte, um die Geister um Beistand bei seinen Aufgaben zu bitten. Eine Stadtsäule hat immer eine beachtliche Größe. Oberhalb der Erde ist sie mindestens einen Meter hoch bis zu einer Größe zwei bis vier Metern. Das Material ist Hartholz – Sandelholz oder Teak, aber es soll auch solche aus Ziegel oder Stein geben. Eine Bemalung ist nicht unbedingt notwendig, die nackte Holzoberfläche ist oft zu sehen, genauso oft kann sie aber auch in einer tiefroten oder goldenen Farbe bemalt sein.

### Menschenopfer
Gerüchte wurden überliefert, nach denen es bei der Errichtung einer Lak Müang zu Menschenopfern gekommen sein soll. Alte Leute erzählen, dass sowohl in Trat als auch in Ratchaburi zwei Menschen mitsamt der Säule lebendig eingegraben wurden. Jeremias Van Vliet, von 1636 bis 1640 im Auftrag der holländischen Vereenigde Oost-Indische Compagnie im Königreich Ayutthaya unterwegs, berichtete von vier schwangeren Frauen, die unter den Palisaden einer Stadtbefestigung lebendig begraben wurden. Geister von schwangeren Frauen schienen schon damals besonders kämpferisch zu sein, selbst heute noch wird fest daran geglaubt, dass mit ihnen nicht zu spaßen ist. Der französische Bischof Jean-Baptiste Pallegoix, ein Diskussionspartner von König Rama IV. (Mongkut), berichtete 1854 von ähnlichen Praktiken bei der Errichtung eines neuen Stadttores. Möglich erscheint, dass sich diese Geschichten im Laufe der Jahrhunderte von der Stadtbefestigung zur Stadtsäule verselbständigt haben.

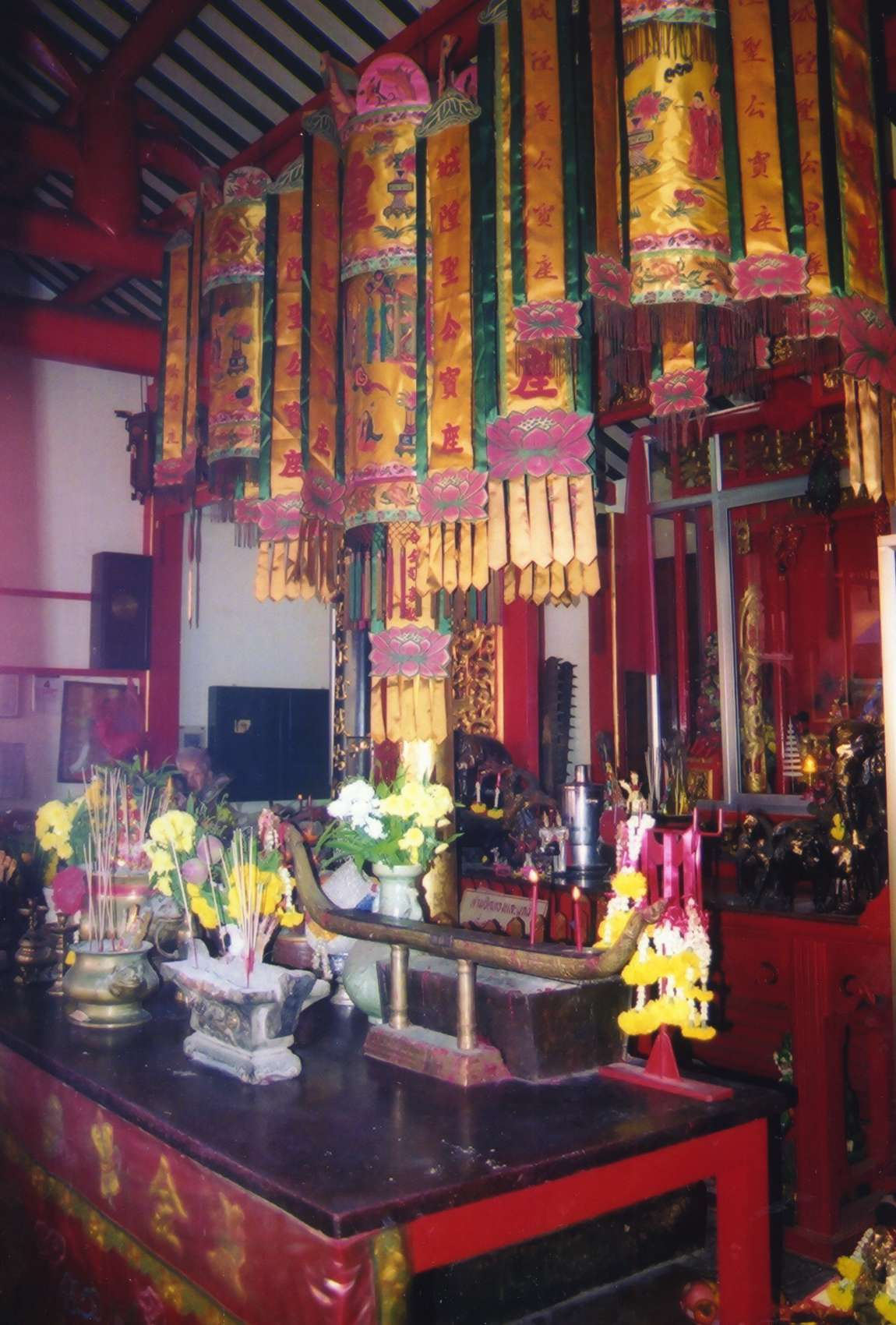
Lak Müang in chinesischem Schrein, Songkhla, Südthailand

### Religiöse Bräuche
Auf jeden Fall gibt es einen allgemeinen Glauben, dass einer Lak Müang auch ein Wächtergeist innewohnt, ein Geist aus der Kategorie Chao Phor, was ein männliches Geschlecht andeutet, der einer eigenen Umgebung zuzuordnen ist, und der ein besonderes Terrain bewacht. Von allen Chao Phor ist der Chao Phor Lak Müang der mächtigste, er steht in der „Rangordnung“ allerdings unterhalb der Devata.
Die Lak Müang wird daher mit großem Respekt behandelt, gibt es doch von Zeit zu Zeit haarsträubende Berichte über den grimmigen Charakter eines Dschao Phor – zum Beispiel der des Liebespaares in Ratchaburi, das sich nicht mehr aus der Vereinigung lösen konnte, da sie diese im Schrein selbst durchführten. Oder der von der Serie von Verkehrsunfällen im Jahre 1974 in Nakhon Sawan, da der Umzug zu einem neuen Lak Müang nicht ordnungsgemäß durchgeführt wurde. Auf der anderen Seite werden an den Geist auch Bitten und Gebete gerichtet, wie es auch am Erawan-Schrein gang und gäbe ist. Bemerkenswert ist die Unterstützung der Wächtergeister in den Lak Müang durch die Chinesen, die sich in den Städten Siams niederließen. Möglicherweise erinnert sie der Chao Pho Lak Müang an den Ch′eng-huang, den Geist der Stadt-Mauern und -Gräben, der bereits im alten China die Städte vor Katastrophen und Desastern beschützte. In manchen Städten, wie zum Beispiel Suphanburi oder Songkhla, scheinen die Chinesen mit größerer Ernsthaftigkeit dem Wächtergeist gegenüberzutreten als der thailändische Bevölkerungsteil, wurden hier doch große chinesische Tempel um die Lak Müang herum gebaut.

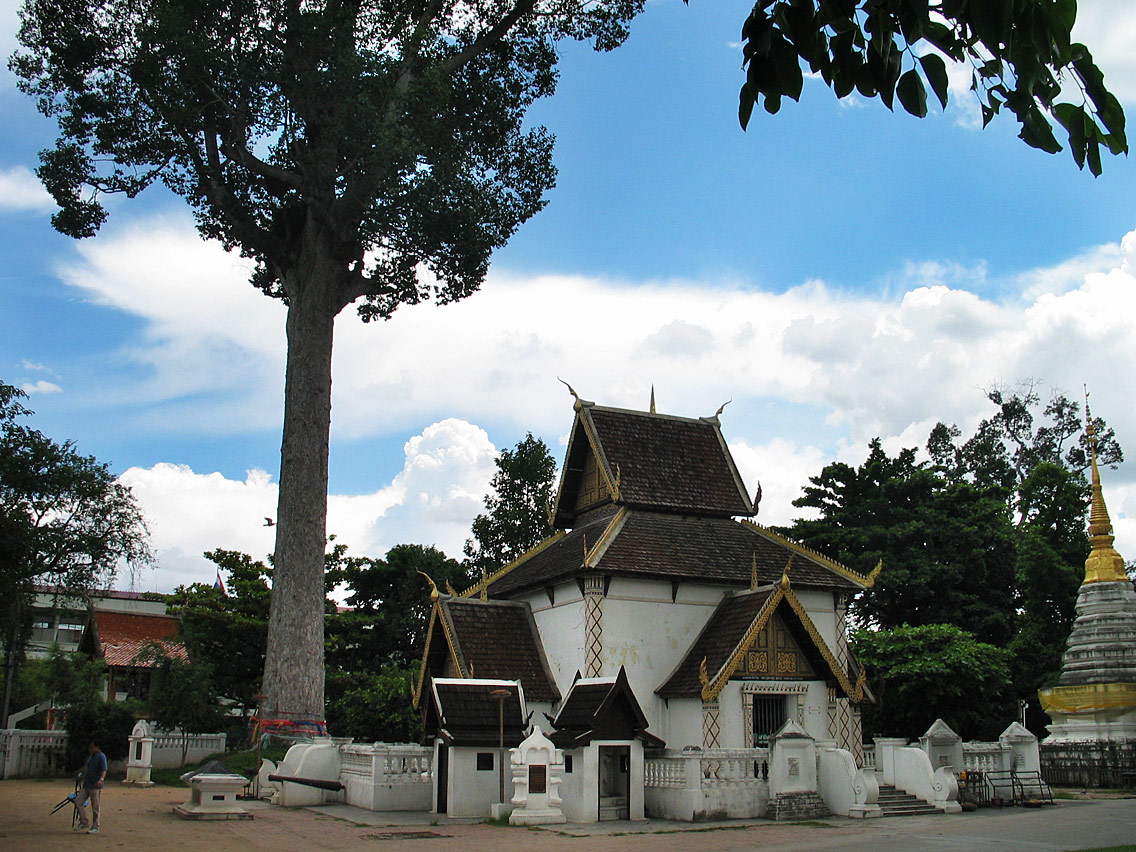
Inthakin-Schrein innerhalb des Wat Chedi Luang, Chiang Mai

In ganz Thailand werden die Stadtpfeiler Lak Müang genannt, manchmal auch Lak Suea („Pfeiler des Wächtergeistes“). Nur in Chiang Mai heißt die Stadtsäule Inthakin-Säule. Dieser Name stammt vom Pali-Wort indhakhīla ab, welches „Indras Pfosten“ bedeutet. Bei der Neugründung einer Stadt maß Indra den Umfang der Stadt ab mit einem Seil, das an dem Indhakhila befestigt war, der dadurch zum Sinnbild des Berges Meru im Zentrum der Hauptstadt wurde.

### Ursprünge und Symbolkraft
Die Tai, die den Außenposten der Khmer inmitten der Wildnis zum Zentrum ihres neuen Königreiches von Sukhothai machten, verehrten einen Phi Müang, den Beschützer der gesamten Region. Sie errichteten als wahrscheinlich eines der ersten Gebäude einen Schrein, den König Ram Khamhaeng auf der sog. „Inscription I“ erwähnte, der Stein-Stele, die von König Mongkut auf dem Gebiet des heutigen Wat Mahathat gefunden wurde. Er schrieb: „Der göttliche Geist jenes Berges südlich der Stadt ist der mächtigste Geist des Königreiches. Welcher Regent auch immer ihm die nötige Ehrerbietung entrichtet und ihm die richtigen Opfer darbringt, dessen Reich wird erblühen und lange leben.“ Dieser „Berg“, von ihm Phra Khaphung (พระขพุง, „erhabener Ort“) genannt, ist die vierstufige Pyramide von Kon Laeng („Laterit-Blöcke“), die sich etwa 500 Meter südlich der Stadtmauer befindet. Sie hat große Ähnlichkeit mit den Stufenpyramiden, die schon zur Zeit der Han-Dynastie von den chinesischen Kaisern südlich der Stadt errichtet wurden, um ihre Erdgötter zu verehren. Der Erd-Altar von Hangzhou, der Hauptstadt Chinas im 13. Jahrhundert, hat wie Kon Laeng vier Stockwerke und ist ebenso 9,50 Meter hoch. Noch heute bauen die Tai sprechenden Khamyang von Assam zu bestimmten traditionellen Feiertagen vor ihren Ortschaften Stufenpyramiden aus Sand, um den Phi Müang zu ehren.
Über den Ursprung der Idee einer Säule als Sitz des Phi Müang gibt es verschiedene Theorien:

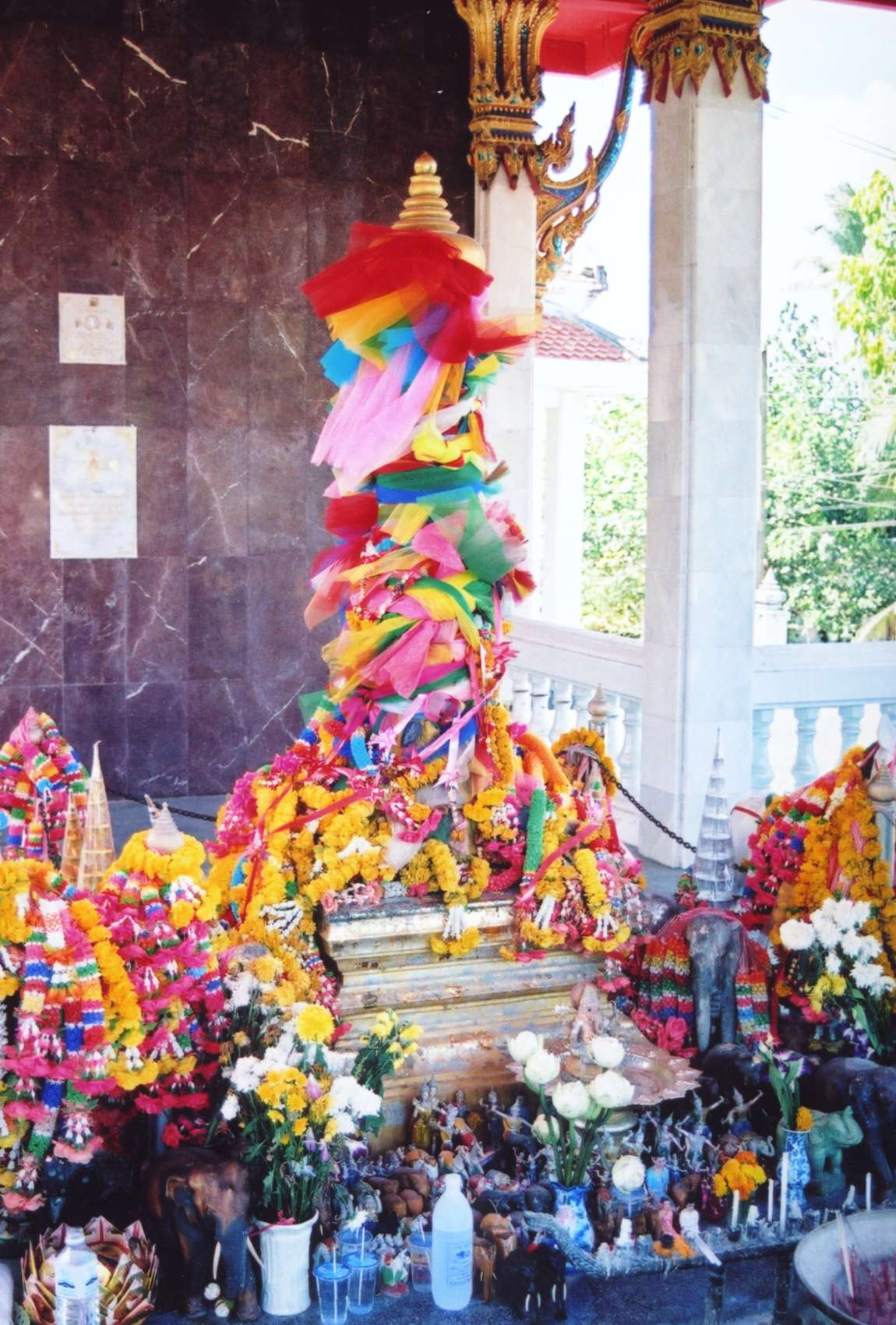
Der Lak Müang von Trang

1. Das Symbol des Shiva Lingam: im alten Khmer-Reich wurde der Shiva Lingam zu einem Symbol der königlichen Souveränität, ihm wurden in der Haupt- und den Provinzstädten Schreine gewidmet. Nach dem Fall von Angkor unterhielten viele Städte des heutigen Thailand, die nach Autonomie und Unabhängigkeit strebten, noch lange einen Lingam oder Lak in ihrem symbolischen Zentrum. Die Gottheit als Säule ist ein wiederkehrendes Thema im Hinduismus. Die Identifikation von Shiva mit der Säule als „Axis Mundi“ ist die Hauptbedeutung des Lingam. Wörtlich genommen ist er der Phallus, der für die kosmische Zeugungskraft steht. Er ist oft dreigeteilt: quadratisch an der Basis, in der Mitte oktogonal, oben rund. Diese Formen symbolisieren die Erde (das Quadrat), den Himmel (der Kreis) und den Raum dazwischen (das Oktogon). Manche Lingam, Mukha Linga genannt, besitzen oben vier Gesichter (wie zum Beispiel in Yala und in Nan), die in die vier Himmelsrichtungen blicken, und die „die kosmische Ausströmung des Raumes in die vier Richtungen aus der Säule des Universums verkörpern, um die sich die gesamte Welt dreht“.[3] (Weitere Analogien der Mukha Linga: die „Löwensäule“ des Kaisers Ashoka oder die „Gesichtertürme“ des Bayon.)
2. Das Konzept einer zentralen Säule, die durch die höchste Autorität einer Müang errichtet wird, ist nicht aufgrund äußerer Einflüsse entstanden, sondern eine reine „Erfindung“ der Tai. Da sich die Tai im Laufe der Geschichte über ganz Südostasien verbreitet haben, ist dieses Konzept nicht allein auf Thailand beschränkt. Es gibt eine Lak Müang in Luang Prabang in Laos, auch bei den laotischen Lü und im südlichen Yunnan kann man Lak Müang finden. Bei den „Weißen Tai“ und den „Schwarzen Tai“, zwei Volksgruppen in Nordvietnam, wird ein fi mu'o'n (phi müang – Geist der Region) verehrt, der in einem hölzernen Pfosten, dem lak su'a wohnt. Allerdings entfernt hier jeder neue Regent den Pfosten seines Vorgängers und pflanzt seinen eigen ein.[2]

Der Historiker B.J. Terwiel (Universität Hamburg) verwirft den Gedanken, die Stadtsäule als „phallisch“ zu bezeichnen. Für ihn ist dies eine westliche Denkweise, die einem typisch asiatischen Objekt übergestreift wird. Er hat 1978 eine Befragung unter zahlreichen Thailändern durchgeführt, sowohl Akademikern als auch Landarbeitern, Männern wie Frauen. Alle Befragten fanden keinerlei Gemeinsamkeit zwischen Lak Müang und Phallus, wird ein Phallus in der thailändischen Kultur doch eher waagerecht oder höchstens in einem 30° Winkel dargestellt, zum Beispiel in einer Regenzeremonie oder in einem Fruchtbarkeits-Schrein. Außerdem sei die Form doch unterschiedlich. Allen war auch der Gedanke fremd, den Kopf vor einem Phallus zu beugen. Die Assoziationen seien vielmehr pflanzlicher Natur – eine Lotusknospe, die Blüte eines Bananenbaumes oder auch eine geschlossene Jasminblüte.

## Rattanakosin
Als König Rama I. (Phra Phutthayotfa Chulalok) seine Hauptstadt von Thonburi auf das andere Ufer des Mae Nam Chao Phraya (Chao-Phraya-Fluss) verlegte, errichtete er als erstes Gebäude am 21. April 1782 den Stadtpfeiler Bangkoks an der südöstlichen Ecke des heutigen Sanam Luang (siehe auch: Rattanakosin). Es gibt allerdings eine Legende, nach der der König die Lak Müang zuerst an der südwestlichen Ecke errichten wollte. Als aber aus der Grube vier Schlangen krochen, was als sehr schlechtes Omen gewertet wurde, mussten die astrologischen Berechnungen erneut durchgeführt werden. Am 5. Dezember 1853 wurde daher die Stadtsäule an dem Ort errichtet, an dem sie noch heute steht.

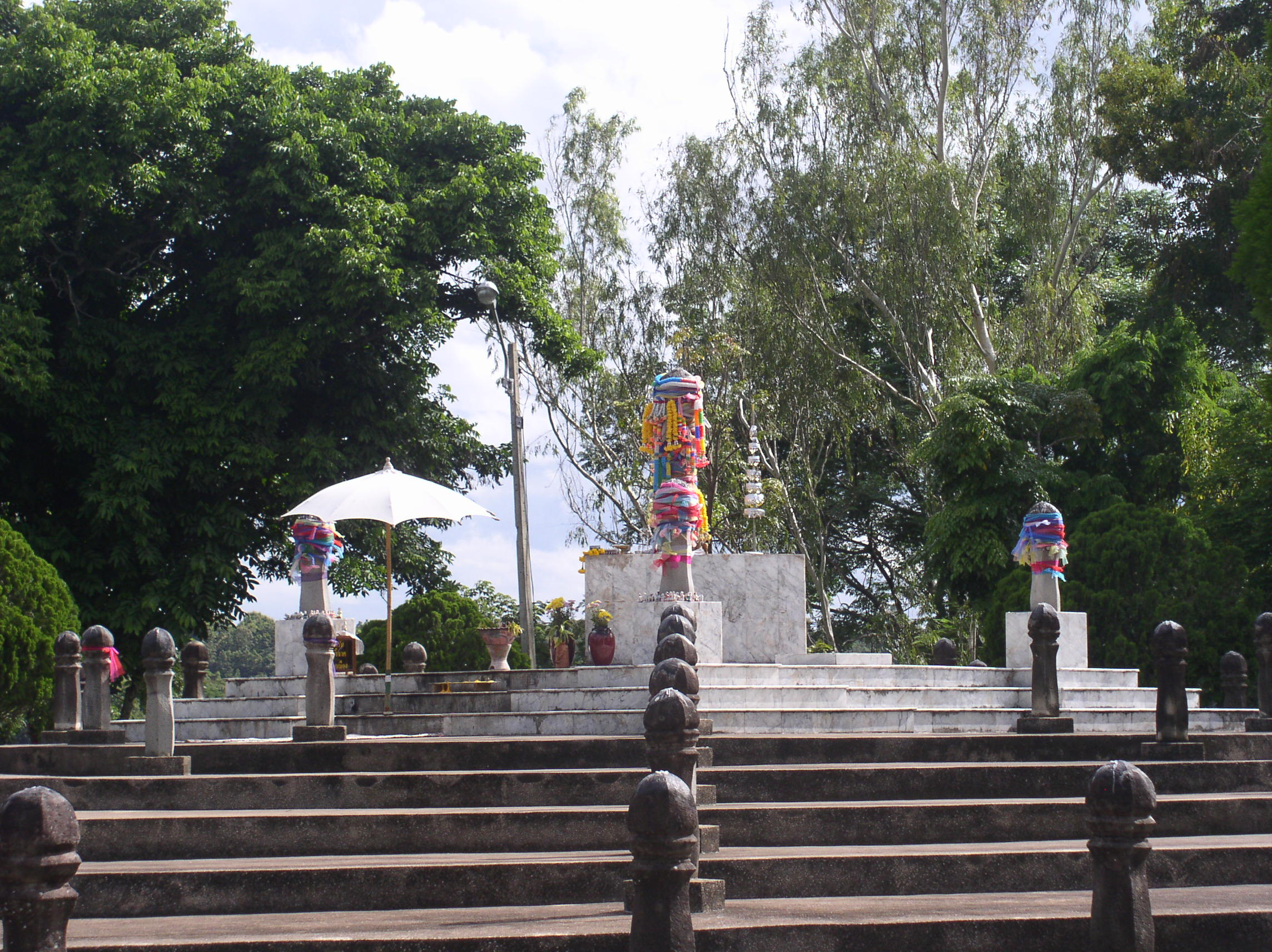
Lak Müang von Chiang Rai im Wat Phra That Doi Chom Thong

Kurze Zeit nach der Errichtung des Stadtpfeilers in Bangkok begann man, auch in anderen Städten, wie zum Beispiel in Songkhla, ähnliche Schreine zu bauen, um die zentrale Macht der siamesischen Könige zu symbolisieren. Weitere Schreine ließ König Rama II. (Phra Phutthaloetla Naphalai) in Nakhon Khuean Khan (heute Samut Prakan) bauen. Unter König Rama III. (Phra Nang Klao) wurden die Stadtpfeiler von Chachoengsao, Chanthaburi und Battambang (heute in Kambodscha) gebaut. Nachdem jedoch König Rama IV. (Mongkut) einen neuen Stadtpfeiler in Bangkok errichten ließ, wurden in den Provinzen keine weiteren mehr gebaut.
Während des Zweiten Weltkriegs und der Besetzung durch japanische Truppen plante General Phibul Songkhram den Umzug der Hauptstadt von Bangkok nach Phetchabun. Er ließ deshalb 1944 in Phetchabun einen Stadtpfeiler errichten. Doch scheiterte der Plan am Widerstand des Parlaments und nur die Idee der Lak Müang erhielt neues Leben. In der Folgezeit bauten zahlreiche Provinzhauptstädte solche Schreine. 1992 gab das Innenministerium von Thailand einen Erlass heraus, nachdem jede Provinz solch einen Schrein haben sollte.
Der Baustil der Schreine ist durchaus unterschiedlich. So erinnert die Bauart der Schreine in den Provinzen mit größerem chinesischen Einfluss, wie zum Beispiel in Chanthaburi, Songkhla und Samut Prakan, an einen chinesischen Tempel. In Chiang Rai steht der Stadtpfeiler nicht in einem Schrein, sondern innerhalb des Wat Phra That Doi Chom Thong an einem offenen Platz.